# Raphia corax
Raphia corax là một loài bướm đêm trong họ Noctuidae.